# Camponotus aguilerai
Camponotus aguilerai är en myrart som beskrevs av Kusnezov 1952. Camponotus aguilerai ingår i släktet hästmyror, och familjen myror. Inga underarter finns listade.